# Hengnania gracilis
Hengnania gracilis è un pesce osseo estinto, vicino all'origine dei teleostei. Visse nel Giurassico inferiore (circa 195 - 182 milioni di anni fa) e i suoi resti fossili sono stati ritrovati in Cina.

## Descrizione
Questo pesce era di dimensioni minuscole, e la lungheza non superava i 5 centimetri. Possedeva un corpo snello e allungato simile a quello di un'acciuga. Hengnania era caratterizzato da ossa premascellari unite davanti al rostrale, e da ossa nasali in contatto fra loro per quasi tutta la loro lunghezza. Le pinne, inoltre, possedevano fulcri particolarmente elevati lungo i margini. La pinna caudale era moderatamente biforcuta, mentre la pinna dorsale (di dimensioni relativamente modeste) era posta appena dopo la metà del corpo; la pinna anale, invece, era leggermente posteriore alla pinna dorsale. Gli occhi erano particolarmente grandi, mentre le scaglie erano robuste e alte lungo i fianchi, ma si facevano via via più romboidale verso la coda.

## Classificazione
Hengnania gracilis venne descritto per la prima volta nel 1977 da Wang, sulla base di oltre cento esemplari rinvenuti nella località di Hengnan nello Hunan, in Cina, in terreni risalenti al Giurassico inferiore. Wang ascrisse il genere Hengnania al grande gruppo dei folidoforidi, una famiglia che all'epoca comprendeva numerosi pesci ossei vicini ai teleostei del Mesozoico; in realtà la famiglia Pholidophoridae (e più in generale l'ordine Pholidophoriformes, come anche il genere Pholidophorus) si rivelarono essere una sorta di "cestino dei rifiuti" per qualunque pesce mesozoico vicino ai teleostei ma non quanto Leptolepis; una riclassificazione di questi taxa non ha aiutato a dirimere la classificazione di Hengnania, che sembra in ogni caso essere stata una forma di teleosteo arcaica.